# Случаи
Случаи — авторский сборник рассказов и сцен Даниила Хармса (1905—1942), включающий 31 произведение 1930-х годов. Сборник посвящён жене писателя, Марине Малич. Как и большая часть «взрослого» творчества Хармса, сборник при его жизни не издавался.

## История создания
Несмотря на то, что к середине 1930-х годов возможность публиковать свои произведения для Хармса практически исчезла, он продолжал много работать. Согласно составленному им для себя расписанию, он должен был писать в день не менее 10 строк стихов и одной тетрадочной страницы прозы. В это время Хармс начал работу над единственным своим авторским сборником, составляя его из ранее написанных произведений и создавая новые. Согласно его собственным записям, работа над ним происходила в 1933—1938 годы, однако по мнению литературоведа В. И. Глоцера к циклу следует отнести и некоторые более поздние рассказы.
Сборник был переписан автором начисто в отдельную тетрадь и снабжён оглавлением. Заглавие каждого рассказа красиво выписано ручкой и цветными карандашами. По наблюдению В. И. Глоцера записи начиная с № 27 были сделаны позже остальных. Первый рассказ цикла, «Голубая тетрадь, № 10» перенесён из тетради с плотной картонной обложкой, обтянутой голубым муаром, в которой он имел № 10. В «Голубой тетради» этот текст имел пометку «Против Канта».

## Содержание
Список ниже приведён на основании «Оглавления» из статьи В. И. Глоцера (1989). В Полном собрании сочинений В. Н. Сажина (1997) в сборник не включён № 4 «Происшествие на улице» и, соответственно, дальнейшая нумерация на единицу меньше.
| №  | Название                           | Датировка            | Примечания    |
| -- | ---------------------------------- | -------------------- | ------------- |
| 1  | Голубая тетрадь, № 10              | 6 января 1937        |               |
| 2  | Случаи                             | 22 августа 1936      |               |
| 3  | Вываливающиеся старухи             | 1936-1937            |               |
| 4  | Происшествие на улице              |                      |               |
| 5  | Сонет                              | 12 ноября 1935       |               |
| 6  | Петров и Камаров                   | Б. Д.                |               |
| 7  | Оптический обман                   | 1934                 |               |
| 8  | Пушкин и Гоголь                    | 1934                 |               |
| 9  | Столяр Кушаков                     | 1935                 |               |
| 10 | Сундук                             | 30 января 1937       |               |
| 11 | Случай с Петраковым                | 21 августа 1936      |               |
| 12 | История дерущихся                  | 15 марта 1936        |               |
| 13 | Сон                                | 22 августа 1936      |               |
| 14 | Математик и Андрей Семёнович       | 11 апреля 1933       |               |
| 15 | Молодой человек, удививший сторожа | Б. Д.                |               |
| 16 | Четыре иллюстрации                 | 13 апреля 1933 года  |               |
| 17 | Потери                             | Б. Д.                |               |
| 18 | Макаров и Петерсен № 3             | Б. Д.                |               |
| 19 | Суд Линча                          | Б. Д.                |               |
| 20 | Встреча                            |                      |               |
| 21 | Неудачный спектакль                | 1934                 |               |
| 22 | Тюк!                               | 1933                 |               |
| 23 | Что теперь продают в магазинах     | 19 августа 1936      |               |
| 24 | Машкин убил Кошкина                | Б. Д.                |               |
| 25 | Сон дразнит человека               | 1936-1938            |               |
| 26 | Охотники                           | 1933                 |               |
| 27 | Исторический эпизод                | 1939 год             | В. Н. Петрову |
| 28 | Федя Давидович                     | 10 февраля 1939 года |               |
| 29 | Анегдоты из жизни Пушкина          | 1939                 |               |
| 30 | Начало очень хорошего летнего дня  | 1939                 | Симфония      |
| 31 | Пакин и Ракукин                    | 1939                 |               |

## Интерпретации

### В целом
Исследователь творчества Хармса В. Н. Сажин отмечает, что начиная со стихотворения «Случай на железной дороге» 1926 года слово «Случай» регулярно появляется в качестве заглавия произаических и стихотворных текстов писателя. По мнению литературоведа, пристрастие Хармса к этой смысловой конструкции объясняется его оккультными воззрениями, основанных на книге «Tertium organum. Ключ к загадкам мира» русского философа П. Д. Успенского (1878—1947).
Согласно участнику ОБЭРИУ Я. C. Друскину (1902—1980), в «Случаях» Хармс исследует происхождение зла в человеке, обнажая и высмеивая ограниченность и тупость. Друскин выделяет три основные темы в этих рассказах — «жизнь в чуде, обнажение некоторых лицемерно скрываемых сторон жизни и тема недочеловека», которые своим переплетением образуют новый литературный жанр на стыке дневниковых записей, философских размышлений, рассказа и стихотворения. По мнению Друскина, не следует полагать, что Хармс проявлял свои собственные черты характера в тех случаях, когда повествование ведётся от первого лица.

### Издания
- Kharms, Daniil. Incidences / Ed. and trans. by Neil Cornwell. — Serpent's Tail, 1993. — vii + 227 p.
- Д. Хармс. Полное собрание сочинений / Сост., подготовка текста и примечания В. Н. Сажина. — СПб., 1997. — Т. II. — 504 с. — ISBN 5-7331-0059-1.

### исследования
на английском языке
- Cornwell N. The Rudiments of Daniil Kharms: In Further Pursuit of the Red-Haired Man // The Modern Language Review. — 1998. — Vol. 93, № 1. — P. 133-145. — JSTOR 3733629.
- Wanner A. Russian Minimalist Prose: Generic Antecedents to Daniil Kharms's "Sluchai" // The Slavic and East European Journal. — 2001. — Vol. 45, № 3. — P. 451-472. — JSTOR 3086364.

на немецком языке
- Göbler F. Daniil Charms' „Slučai“ (Fälle) und die russischen Volksmärchen // Zeitschrift für Slavische Philologie. — 1995. — № 1. — P. 27-52. — JSTOR 24002827.

на русском языке
- Глоцер В. И. Хармс собирает книгу // Русская литература. — 1989. — № 1. — С. 206-212.
- Жаккар Ж.-Ф. Даниил Хармс и конец русского авангарда. — СПб.: Академический проект, 1995. — 471 с. — (Современная западная русистика). — ISBN 5-7331-0050-8.
- Кобринский А. А. Даниил Хармс. — М.: Молодая гвардия, 2008. — 508 с. — (ЖЗЛ). — ISBN 5-235-03118-0.
- Обухов Е., Горбушин С. Удивить сторожа. Перечитывая Хармса. — М.: ИКАР. — 184 с. — ISBN 978-5-7974-0288-6.
- Шубинский В. И. Даниил Хармс. Жизнь человека на ветру. — СПб.: Вита Нова, 2008. — 560 с. — ISBN 978-5-93898-190-4.
- Ямпольский М. Б. Беспамятство как исток (Читая Хармса). — М.: Новое литературное обозрение, 1998. — 384 с. — ISBN 5-86793-032-7.